# 2177 Oliver
2177 Oliver è un asteroide della fascia principale del diametro medio di circa 20,42 km. Scoperto nel 1960, presenta un'orbita caratterizzata da un semiasse maggiore pari a 3,1956283 UA e da un'eccentricità di 0,0952891, inclinata di 1,53540° rispetto all'eclittica.